# Cimo
Cimo è una frazione di 209 abitanti del comune svizzero di Bioggio, nel Canton Ticino (distretto di Lugano).

## Storia

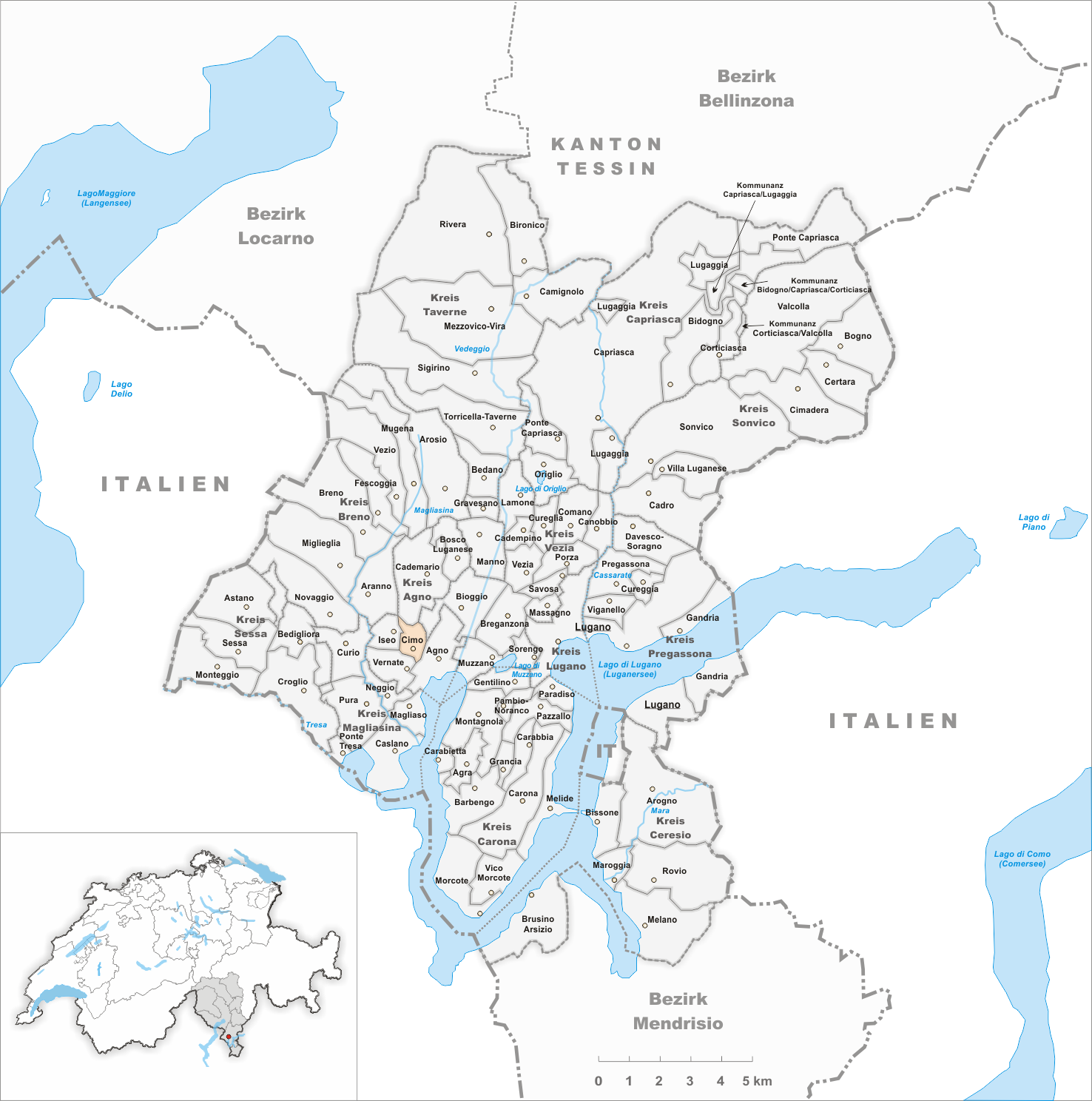
Il territorio del comune di Cimo prima degli accorpamenti comunali del 2004

Il villaggio è menzionato per la prima volta nel 1335 come Gimo. Già comune autonomo che si estendeva per 0,88 km², il 4 aprile 2004 è stato accorpato al comune di Bioggio assieme all'altro comune soppresso di Bosco Luganese.

### Simboli
Lo stemma reca un giglio e una spada che sono gli attributi dei santi Giuseppe e Michele, protettori dell'antico oratorio ancora oggi dedicato a San Giuseppe. Poiché le assemblee patriziali erano tenute sul piazzale davanti alla cappella o anche nello stesso oratorio, si è voluto ricordare questa cosa con lo stemma.

## Monumenti e luoghi d'interesse
- Oratorio di San Giuseppe, fino al 1747[senza fonte] dedicato a San Michele[1], attestato dal 1599[2] ma di origini tardo medioevali[senza fonte].

## Società

### Evoluzione demografica
L'evoluzione demografica è riportata nella seguente tabella:
Abitanti censiti

## Amministrazione
Ogni famiglia originaria del luogo fa parte del cosiddetto comune patriziale e ha la responsabilità della manutenzione di ogni bene ricadente all'interno dei confini della frazione. L'ufficio patriziale, rieletto il 26 aprile 2009, è presieduto da Aldo Alberti.